# Asedio del cuartel de Varaždin
El asedio del cuartel de Varaždin, también conocido localmente como Días de guerra de Varaždin (en croata: Varaždinski dani rata), fue el bloqueo y captura del cuartel del Ejército Popular Yugoslavo (JNA) y otras instalaciones en la ciudad de Varaždin y sus alrededores durante la Guerra de Independencia de Croacia. El bloqueo comenzó el 14 de septiembre de 1991, se convirtió rápidamente en un combate y terminó el 22 de septiembre con la rendición de la guarnición del JNA. Forma parte de la Batalla de los Cuarteles, una lucha de las fuerzas armadas croatas por aislar a las unidades del JNA con base en los cuarteles de Croacia, o capturar los cuarteles para proporcionar armas al naciente ejército croata.
La fuerza sitiadora superaba en número a la guarnición del JNA en Varaždin, que estaba dividida en varios cuarteles, depósitos de almacenamiento y otras instalaciones, pero el JNA poseía una potencia de fuego sustancialmente mayor. El equilibrio cambió a favor de las fuerzas croatas después de que se capturaran puestos más pequeños del JNA en los primeros días del asedio, hasta que solo un cuartel junto con el cuartel general del 32º Cuerpo del JNA permanecieron bajo el control del JNA. En ese momento, el comandante del 32 ° Cuerpo, el general de división Vladimir Trifunović, y las autoridades civiles de Varaždin acordaron que las fuerzas restantes del JNA en la ciudad se rendirían, pero que a todos los que desearan irse se les permitiría hacerlo, entregando sus armas.
La captura de las armas del 32º Cuerpo fue el logro más significativo de la Batalla de los Cuarteles y aumentó enormemente las capacidades del ejército croata. Después de salir de Croacia, Trifunović fue procesado por crímenes de guerra por Croacia, juzgado en rebeldía y condenado por la muerte en combate de seis soldados croatas y las heridas de docenas de ciudadanos croatas antes y durante el asedio. También fue procesado por las autoridades yugoslavas por traición, pero posteriormente indultado. En 2013, solicitó un nuevo juicio por su condena por crímenes de guerra croatas, pero murió antes de que pudieran comenzar los procedimientos.

## Antecedentes
En 1990, las tensiones étnicas entre serbios y croatas empeoraron tras la derrota electoral del gobierno de la República Socialista de Croacia por parte de la Unión Democrática (en croata: Hrvatska demokratska zajednica - HDZ). El Ejército Popular Yugoslavo ( en serbio: Jugoslovenska Narodna Armija  - JNA) confiscó a la Defensa Territoria Croata  (en croata: Teritorijalna obrana  - TO) armas para minimizar la resistencia. El 17 de agosto, las tensiones se intensificaron hasta convertirse en una revuelta abierta de los serbios de Croacia, centrada en las zonas predominantemente pobladas por serbios del interior dálmata alrededor de Knin (aproximadamente a 60 kilómetros (37,3 mi) al noreste de Split ), partes de Lika, Kordun, Banovina y Croacia oriental . En enero de 1991, Serbia, con el apoyo de Montenegro y las provincias serbias de Vojvodina y Kosovo, intentó sin éxito obtener la aprobación de la presidencia yugoslava para una operación del JNA para desarmar a las fuerzas de seguridad croatas. La solicitud fue denegada y una escaramuza incruenta entre insurgentes serbios y la policía especial croata en marzo llevó al propio JNA a pedir a la Presidencia Federal que le otorgara autoridad en tiempos de guerra y declarara el estado de emergencia. Aunque la solicitud fue respaldada por Serbia y sus aliados, la solicitud del JNA fue rechazada el 15 de marzo. El presidente serbio Slobodan Milošević, que prefería una campaña para expandir Serbia en lugar de preservar Yugoslavia con Croacia como una unidad federal, amenazó públicamente con reemplazar el JNA con un ejército serbio y declaró que ya no reconocía la autoridad de la Presidencia federal. La amenaza hizo que el JNA abandonara los planes para preservar Yugoslavia a favor de la expansión de Serbia cuando el JNA quedó bajo el control de Milošević. A finales de marzo, el conflicto se había intensificado con las primeras víctimas mortales. A principios de abril, los líderes de la revuelta serbia en Croacia declararon su intención de fusionar las áreas bajo su control con Serbia. El Gobierno de Croacia las consideraba regiones separatistas.
A principios de 1991, Croacia no tenía un ejército regular. Para reforzar su defensa, Croacia duplicó su número de policías a unos 20.000. La parte más eficaz de la fuerza policial croata era la policía especial de 3.000 efectivos que comprendía doce batallones organizados según líneas militares. También había entre 9.000 y 10.000 policías de reserva organizados regionalmente en 16 batallones y 10 compañías, pero carecían de armas. En respuesta al deterioro de la situación, el gobierno croata estableció la Guardia Nacional ( en croata: Zbor narodne garde - ZNG) en mayo al ampliar los batallones especiales de policía en cuatro brigadas de guardias totalmente profesionales. Bajo el control del Ministerio de Defensa y bajo el mando del general retirado del JNA Martin Špegelj, las cuatro brigadas de guardias comprendían aproximadamente 8.000 soldados. La policía de reserva, también ampliada a 40.000, se unió a la ZNG y se reorganizó en 19 brigadas y 14 batallones independientes. Las brigadas de guardias eran las únicas unidades de la ZNG que estaban completamente equipadas con armas pequeñas; en todo el ZNG había una falta de armas más pesadas y había una estructura de mando y control deficiente por encima del nivel de brigada. La escasez de armas pesadas fue tan severa que el ZNG recurrió al uso de armas de la Segunda Guerra Mundial tomadas de museos y estudios de cine. En ese momento, el arsenal de armas croata consistía en 30.000 armas ligeras compradas en el extranjero y 15.000 anteriormente propiedad de la policía. Para reemplazar el personal perdido por las brigadas de guardias, se estableció una nueva policía especial de 10,000 efectivos.

## Preludio
Los puntos de vista de los dirigentes croatas sobre cómo abordar el papel del JNA en la revuelta serbia de Croacia evolucionaron gradualmente entre enero y septiembre de 1991. El plan inicial del presidente croata Franjo Tuđman era conseguir el apoyo de la Comunidad Europea (CE) y de Estados Unidos, por lo que desestimó el consejo de confiscar los cuarteles y almacenes del JNA en el país. Este curso de acción fue defendido por primera vez por Špegelj a finales de 1990; volvió a instar a Tuđman a actuar mientras el JNA luchaba contra el TO de Eslovenia en la Guerra de los Diez Días en junio-julio de 1991. Los llamamientos de Špegelj encontraron eco en Šime Đodan, que sucedió a Špegelj como ministro de Defensa en julio. Špegelj siguió al mando de la ZNG.
La postura inicial de Tuđman se basó en su creencia de que Croacia no podría ganar una guerra contra el JNA. Por lo tanto, el ZNG se limitó a operaciones defensivas, aunque las acciones del JNA parecían estar coordinadas con las fuerzas serbias de Croacia. Esta impresión se vio reforzada por las zonas de amortiguamiento establecidas por el JNA después de los enfrentamientos entre la milicia serbia de Croacia y el ZNG. El JNA a menudo intervenía después de que el ZNG hubiese perdido territorio, dejando a los serbios de Croacia en control de las áreas que habían capturado antes de que interviniera el JNA. El JNA proporcionó algunas armas a los serbios de Croacia, aunque la mayor parte de su armamento provenía del TO de Serbia y el Ministerio del Interior de Serbia.
En julio de 1991, el consejo de Špegelj y Đodan fue apoyado por varios miembros del Parlamento croata. En respuesta, Tuđman destituyó a Đodan el mismo mes en que fue nombrado ministro de Defensa, y Špegelj renunció a su mando de la ZNG el 3 de agosto. El deterioro de la situación en el este de Croacia, incluida la expulsión de las tropas del ZNG de Baranja, los combates intermitentes en torno a Osijek, Vukovar y Vinkovci, el aumento de las pérdidas y la creciente convicción de que el JNA estaba apoyando activamente la revuelta serbocroata, obligaron a Tuđman a actuar. El 22 de agosto, envió un ultimátum a las autoridades federales yugoslavas exigiendo la retirada del JNA a sus cuarteles antes de fin de mes. El ultimátum decía que si el JNA no cumplía, Croacia lo consideraría un ejército de ocupación y tomaría las medidas correspondientes. El 1 de septiembre, la CE propuso un alto el fuego y la Presidencia yugoslava y Tuđman aceptaron una conferencia de paz, a pesar de su ultimátum anterior. La conferencia comenzó el 7 de septiembre, pero sólo cuatro días después, el miembro croata y presidente de la presidencia Stjepan Mesić, ordenó al JNA que regresara a sus cuarteles en 48 horas. Esta orden fue motivada por la preocupación de Tuđman de que la conferencia se prolongase mientras la ZNG perdía territorio. Aunque la orden fue rechazada por otros miembros de la presidencia, dio a Croacia una justificación para enfrentarse abiertamente al JNA.
El primer ministro Franjo Gregurić aconsejó a Tuđman que implementara el plan de Špegelj. Según el general Anton Tus, Tuđman ordenó al ZNG que capturara los cuarteles del JNA el 12 de septiembre, pero anuló la orden al día siguiente. La orden se restableció el 14 de septiembre después de que Tus suplicara a Tuđman que volviera a autorizar la acción, argumentando que el ZNG se estaba quedando sin tiempo. Ese mismo día, el ZNG y la policía croata bloquearon y cortaron los servicios de todas las instalaciones del JNA a las que tenía acceso, comenzando la batalla de los Cuarteles. Esta acción comprendió bloqueos de 33 grandes guarniciones del JNA en Croacia, y numerosas instalaciones más pequeñas, incluidos puestos fronterizos y depósitos de almacenamiento de armas y municiones.

## Orden de batalla
Varaždin era la guarnición del 32º Cuerpo del JNA comandado por el General de División Vladimir Trifunović. Además del cuartel general del Cuerpo, había otras instalaciones del JNA en la ciudad y sus alrededores. Las más importantes se encontraban en la propia Varaždin: el cuartel Kalnički partizani, donde tenía su base la 32ª Brigada Mecanizada del coronel Berislav Popov, y el cuartel Jalkovečke žrtve del 32º Regimiento de Artillería Mixto, al mando del teniente coronel Vladimir Davidović. La zona de responsabilidad del Cuerpo se extendía más allá de Varaždin y sus alrededores inmediatos, donde se asentaban otras unidades de combate importantes. Las más significativas eran el 32.º Regimiento de Ingenieros en Čakovec, el 411.º Regimiento de Artillería Antitanque Mixto con sede en Križevci, la 73.ª Brigada Motorizada con sede en Koprivnica, la 265.ª Brigada Mecanizada con sede en Bjelovar y la 288.ª Brigada de Artillería Antitanque Mixta en Virovitica. En Varaždin, las unidades del JNA contaban con unos 1.000 soldados, lo que convertía a la guarnición del JNA de Varaždin en la segunda más grande de Croacia. A pesar de ello, el JNA no disponía de un número suficiente de efectivos en la zona para asegurar todas sus instalaciones.
Las fuerzas croatas en Varaždin y sus alrededores y la cercana Čakovec consistían en 640 efectivos de ZNG (incluidos 60 que habían sido desplegados desde Zagreb ), 100 policías, 300 efectivos de Protección del Pueblo (Narodna zaštita ) y varios cientos de civiles armados. Las tropas de ZNG estaban subordinadas a la 104.ª Brigada y al 5.º Batallón de la 1.ª Brigada de Guardias, pero estaban armadascon armas ligeras. Además de armas ligeras, solo tenían 17 morteros, dos sistemas de misiles guiados antitanque 9M14 Malyutka, dos ametralladoras antiaéreas de 12,7 milímetros (0,50 pulgadas) y cuatro vehículos blindados de transporte de personal. Inicialmente, el mando de las fuerzas croatas en la ciudad no estaba unificado y el coronel Želimir Škarec del Estado Mayor de las Fuerzas Armadas de la República de Croacia solo tenía un papel de coordinación.

## Cronología

### Primeras hostilidades

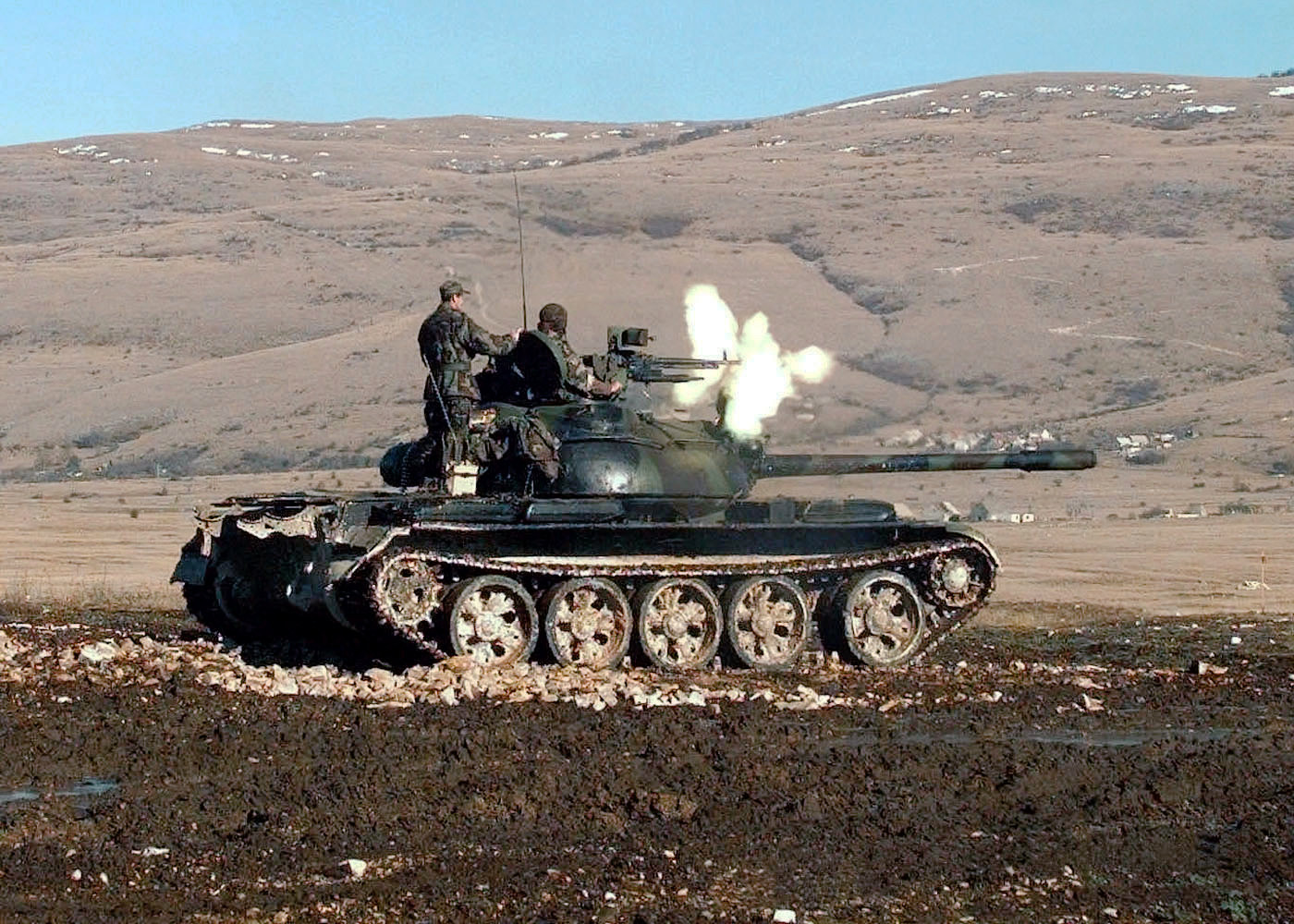
El ZNG capturó 74 tanques T-55 JNA de su guarnición de Varaždin

El 13 de septiembre de 1991 se ordenó el bloqueo de las instalaciones del JNA en Varaždin y sus alrededores que entró en vigor al día siguiente cuando se cortaron los servicios públicos y el acceso a los cuarteles. En respuesta, el comando del Cuerpo informó a las fuerzas croatas que ya no podían garantizar la paz a menos que se restablecieran los servicios públicos y se permitiera a los vehículos militares del JNA circular libremente. El 15 de septiembre, el Cuerpo comenzó a prepararse para la demolición de todas las instalaciones militares menores que no podían defenderse. Al mismo tiempo, comenzaron las negociaciones entre el comando del Cuerpo y las autoridades civiles en Varaždin. A las 15:30, la Fuerza Aérea Yugoslava atacó el aeródromo de Varaždin. El ataque tenía la intención de interrumpir los vuelos de los aviones agrícolas Antonov An-2 convertidos para transportar 1,5 toneladas (1500,0 kg) de carga, que transportaban armas desde la ciudad húngara de Nagykanizsa . La fuerza de ataque estaba compuesta por dos aviones enviados desde la base aérea de Željava, que rompieron la barrera del sonido sobre Varaždin para producir una explosión sónica y bombardearon el aeródromo. Una bomba destruyó un An-2 en tierra y dañó la pista, mientras que la segunda cayó en un campo cercano.
Entre las 16:50 y las 17:07 hubo un intercambio de fuego de armas cortas entre las tropas del JNA en el cuartel general del Cuerpo y un puesto de control policial cercano, y a las 17:35 se lanzó un ataque con morteros por parte de la 32ª Brigada Mecanizada. El fuego de mortero tuvo como objetivo la comisaría y los edificios circundantes, y una subestación eléctrica en la cercana aldea de Nedeljanec . Las autoridades civiles de Varaždin notificaron sin demora a la Misión de Vigilancia de la Comunidad Europea sobre los daños sufridos en la ciudad. El 16 de septiembre, el bombardeo de artillería del JNA sobre la ciudad se había extendido a varias intersecciones de calles y accesos al puente Drava en la carretera Varaždin-Čakovec. Este último era fuego de contrabatería, dirigido a los morteros del ZNG que dispararon aproximadamente 150 bombas contra el JNA durante toda la operación. A finales del 16 de septiembre 42 oficiales y soldados del JNA habían desertado de la 32ª Brigada Mecanizada. El JNA ordenó a sus guardias fronterizos apostados a lo largo de la frontera húngara desde Čakovec hasta Ludbreg que colocaran minas terrestres alrededor de sus instalaciones, para luego cruzar a Hungría y entregarse a las autoridades de ese país

### Punto álgido de la lucha

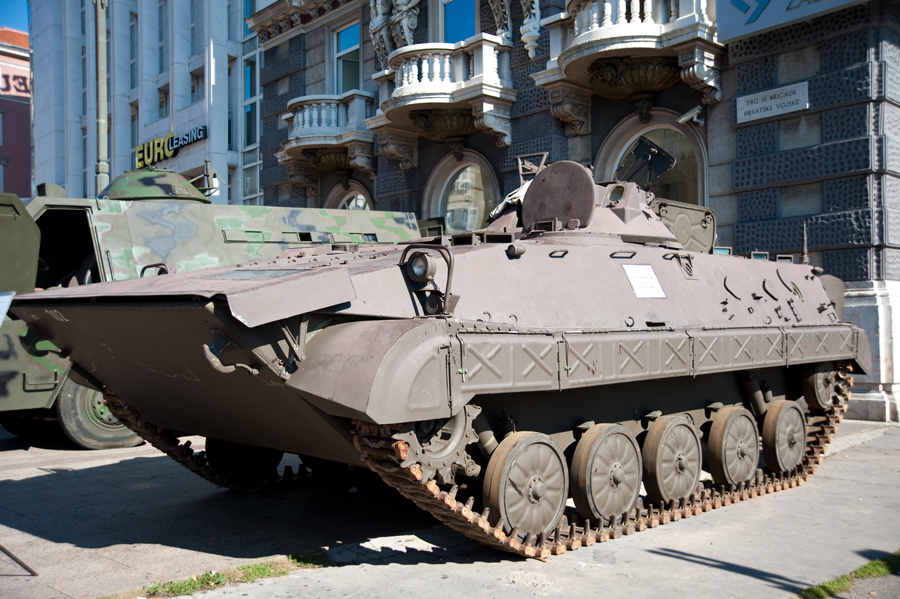
Croacia se apoderó de 48 vehículos de combate de infantería BVP M-80 en la captura de los cuarteles del JNA en Varaždin.

El 17 de septiembre, el comandante de la 104.ª Brigada, coronel Ivan Rukljić, tomó el mando de todas las fuerzas croatas en Varaždin. La Fuerza Aérea Yugoslava atacó un aeródromo en Čakovec, imitando el ataque llevado a cabo en Varaždin unos días antes. Esa noche, la lucha más dura del asedio estalló en Varaždin, y la 104.ª Brigada informó que no estaba claro cuánto tiempo podría mantener los bloqueos. Las fuerzas croatas recibieron armas adicionales ese día, después de que las guarniciones del JNA en Čakovec, Križevci y Virovitica se rindieran al ZNG. En el propio Varaždin, las unidades del 32º Cuerpo del JNA con base en los cuarteles 15. Maj también se rindieron al ZNG ese día. Al día siguiente, los combates se intensificaron nuevamente, cuando las fuerzas croatas capturaron varias instalaciones menores del JNA en Varaždin, dejando el cuartel general del Cuerpo, el cuartel Kalnički partizani y el cuartel Jalkovečke žrtve como las únicas bases militares controladas por el JNA en la ciudad. En el transcurso de estos combates, el ZNG sufrió una baja y capturó a nueve oficiales y 30 soldados del JNA.
El 19 de septiembre, las fuerzas croatas lograron interceptar las comunicaciones por radio entre la artillería de la 32ª Brigada Mecanizada y sus observadores de artillería, y establecieron su propio transmisor para dirigir el fuego de artillería del JNA contra el cuartel de Jalkovečke žrtve. Este engaño fue diseñado para engañar a Davidović haciéndole pensar que el ZNG tenía una potencia de fuego mucho mayor que la que tenía. El plan funcionó y cuando las tropas de ZNG entraron al cuartel ese día, el 32º Regimiento Mixto de Artillería (cuatro oficiales y 196 soldados) se rindió. A última hora de la tarde del 19 de septiembre, la policía croata y elementos del 3er Batallón de la 104.ª Brigada aseguraron el depósito de armas de Varaždinbreg, situado en el pueblo de Banjšćina, cerca de Varaždin, después de que su comandante del JNA rindiera las instalaciones y su guarnición de 60 personas sin oponer resistencia. La captura de las armas del JNA mejoró en gran medida la posición croata en las negociaciones al intentar convencer a los comandantes del JNA del 32º Cuerpo de que se rindieran.

### Rendición de la guarnición del JNA

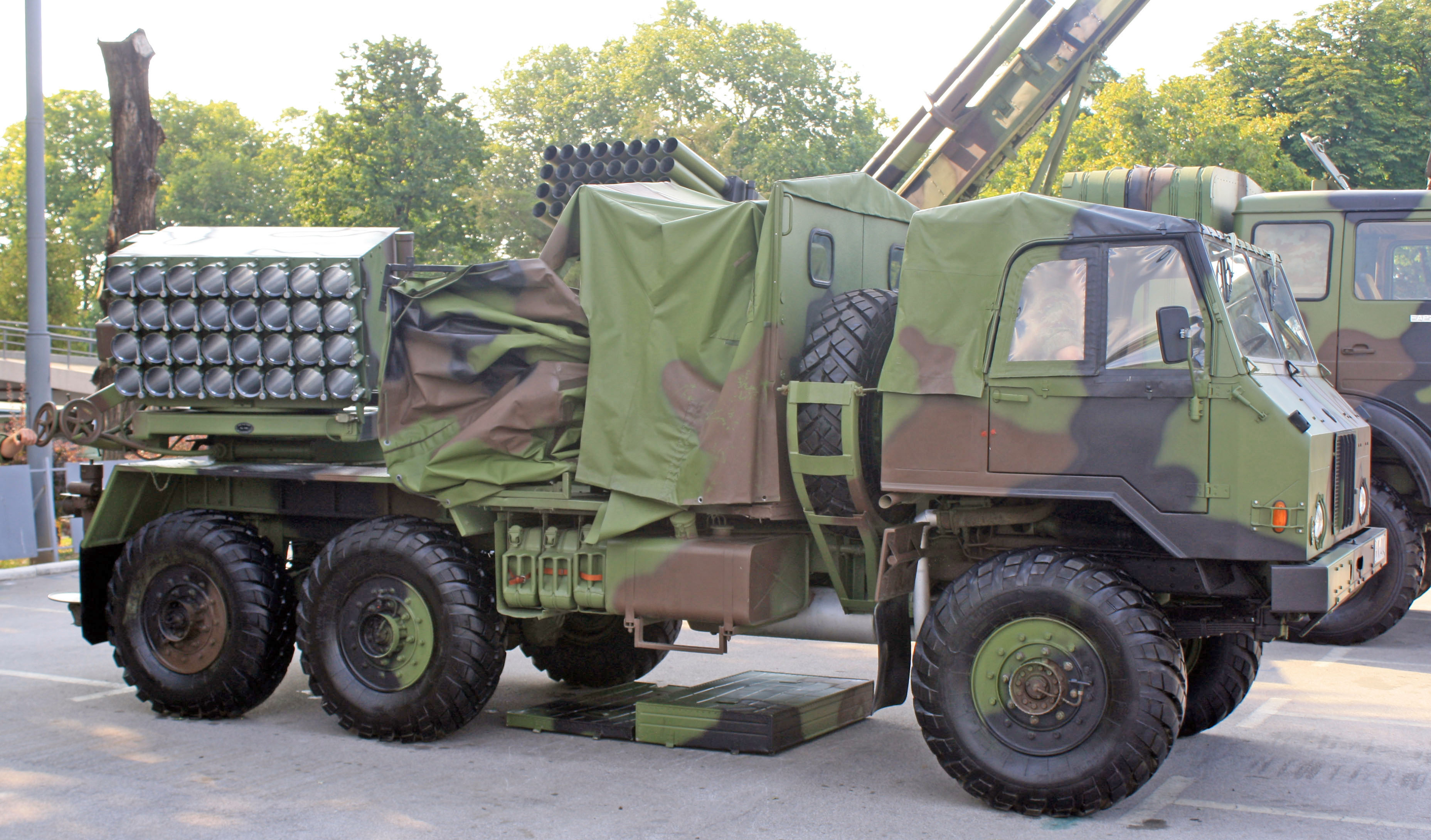
Se capturaron seis lanzacohetes múltiples M-63 Plamen y se añadieron a los arsenales de armas del ZNG

El bloqueo continuó durante dos días más, con continuos enfrentamientos entre tropas croatas y del JNA. El 21 de septiembre, el 32º Cuerpo se encontró en una posición difícil. Informó que no podía seguir resistiendo ya que se habían perdido sus instalaciones de almacenamiento de armas y municiones y se habían capturado todos los cuarteles excepto la base de la 32ª Brigada Mecanizada. Además, señaló que existía la posibilidad de que las tropas restantes desertaran en masa. Según Trifunović, notificó al coronel general Života Avramović, su superior inmediato y comandante del 5.º Distrito Militar, de su intención de rendirse. Avramović luego le dijo a Trifunović que hiciera lo que le pareciera conveniente. El 22 de septiembre temprano se emitió un ultimátum croata, exigiendo la rendición de las tropas del JNA en la ciudad y ofreciendo a su personal la oportunidad de abandonar Croacia "con honor". Trifunović aceptó los términos croatas a las 11:00.

## Consecuencias

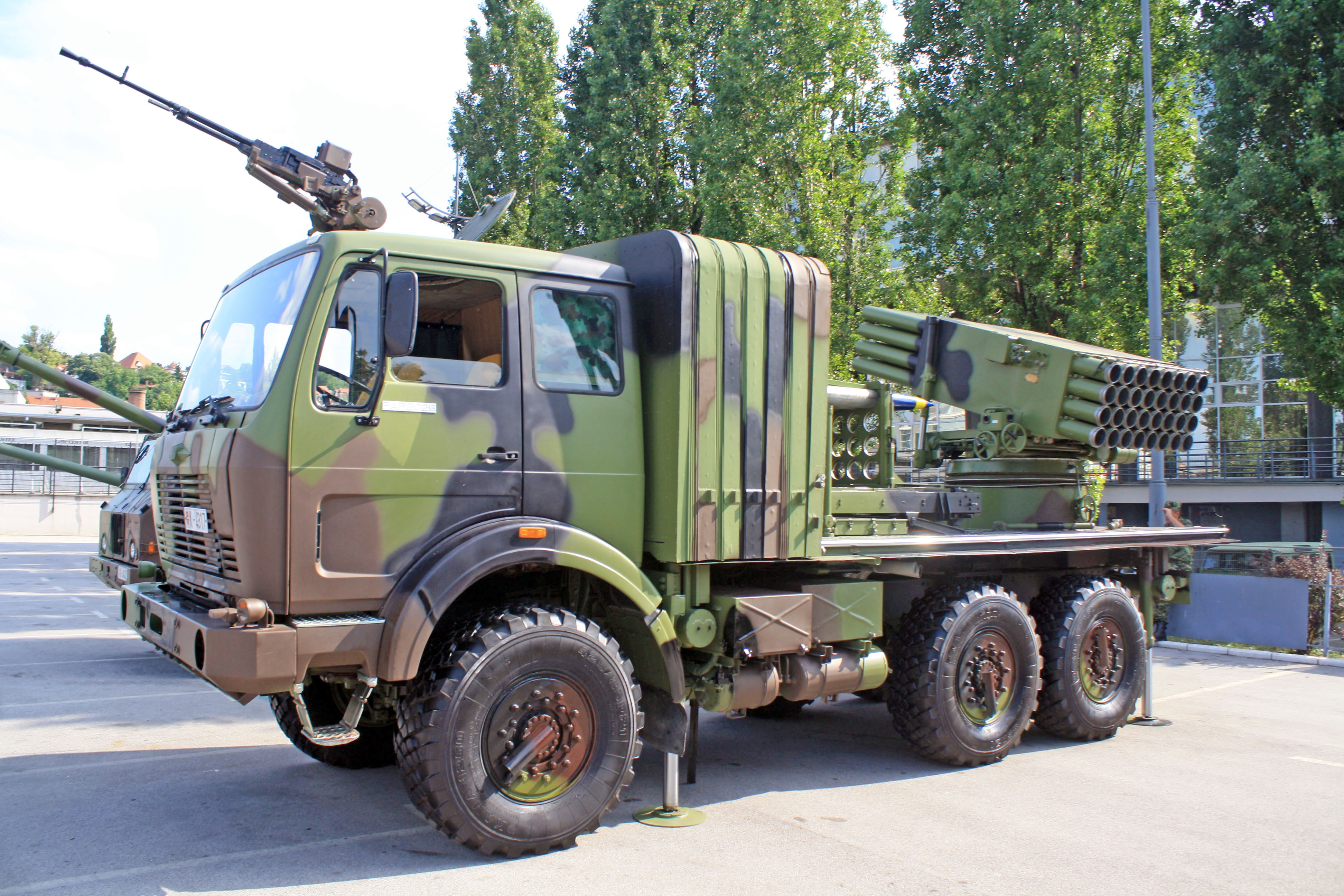
El ZNG capturó cuatro LMR JNA M-77 Oganj en Varaždin.

Un oficial del JNA y un suboficial murieron durante los combates y 15 soldados del JNA resultaron heridos. Las fuerzas croatas sufrieron pérdidas de dos muertos y 24 heridos. También murieron dos civiles. Aproximadamente 1.000 oficiales y soldados del JNA se rindieron al ZNG. Los oficiales y sus familias que vivían en Varaždin, así como aproximadamente 450 soldados que querían salir de Croacia fueron transportados a Serbia en un convoy compuesto por doce autobuses y varios automóviles de pasajeros. El convoy fue provisto de una escolta policial y dos representantes de las autoridades civiles en Varaždin acompañaron al convoy como rehenes para garantizar su paso seguro. Uno de los rehenes fue Radimir Čačić, quien se convirtió en vice primer ministro de Croacia 20 años después.

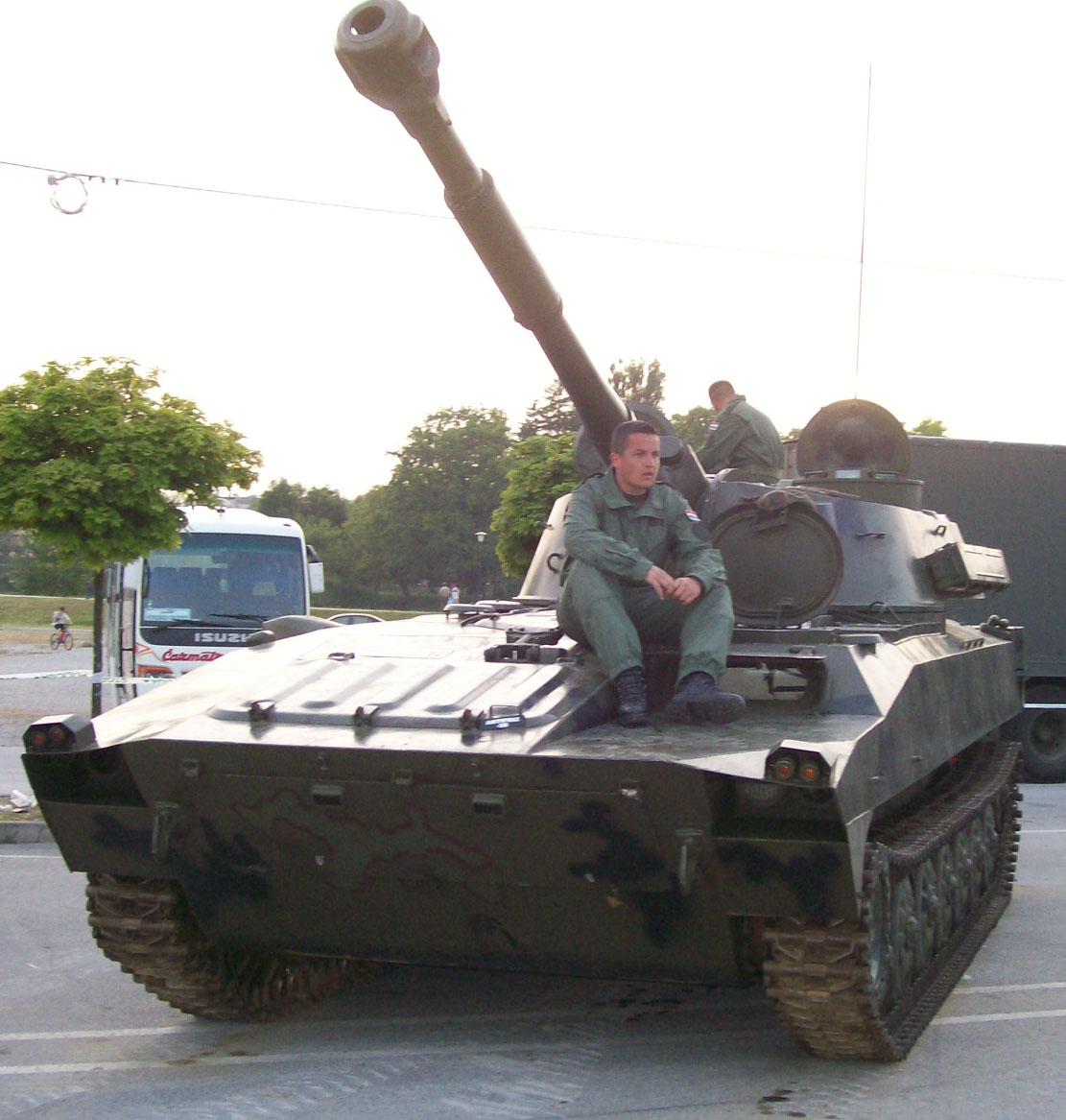
Seis obuses autopropulsados JNA 2S1 Gvozdika formaban parte del equipo JNA incautado

El ZNG capturó 74 tanques T-55, aproximadamente diez vehículos de propósito especial (como tanques ligeros anfibios PT-76 ), vehículos de recuperación blindados y puentes lanzados por vehículos blindados, 48 vehículos de combate de infantería BVP M-80, 18 autopropulsados armas antiaéreas, seis obuses autopropulsados 2S1 Gvozdika, seis M-63 Plamen y cuatro lanzacohetes múltiples M-77 Oganj, dieciocho de 155 milímetros (6,1 plg) y doce de 152 milímetros (6 plg) cañones con vehículos de remolque, aproximadamente 180 piezas de artillería por debajo de 100 milímetros (3,9 plg) calibre, varias baterías de 60 milímetros (2,4 plg), 82 milímetros (3,2 plg) y 120 milímetros (4,7 plg) morteros, 25.000 armas ligeras, 250 vehículos y equipos de ingeniería, un gran arsenal de equipos de comunicación y varios cientos de miles de toneladas de municiones. Algunas de las armas habían sido desactivadas por orden de Trifunović poco antes de la rendición. Las armas capturadas se distribuyeron a unidades desplegadas en el este de Eslavonia, Lika y Dalmacia, y también se utilizaron para equipar nuevas unidades del ZNG.
Cuando se rindieron los últimos cuarteles del JNA y el cuartel general del 32º Cuerpo, sólo quedaban dos bases importantes del JNA en la zona de responsabilidad del Cuerpo: Bjelovar y Koprivnica. La guarnición del JNA en Bjelovar fue capturada por el ZNG una semana después, mientras que su cuartel en Koprivnica se rindió un día después. La captura de los cuarteles del JNA en Varaždin y sus alrededores, y en particular de los almacenes del 32º Cuerpo, fue muy significativa para el desarrollo del ejército croata. La captura del cuartel se celebra anualmente en Varaždin, y se denomina localmente "Días de Guerra de Varaždin" (Varaždinski dani rata)..
Se presentaron cargos por crímenes de guerra contra Trifunović en Croacia, donde se le acusó de la muerte de seis personas y de haber herido a otras 37, tanto soldados como civiles. En 1991, fue juzgado en ausencia por un tribunal croata, declarado culpable y condenado a 15 años de prisión. En 1994, Trifunović fue acusado de traición por las autoridades yugoslavas por entregar todo el 32º Cuerpo del JNA al ZNG. Fue declarado culpable y condenado a 11 años de prisión. A principios de 1996 fue indultado y puesto en libertad, y el gobierno de Yugoslavia le pagó una indemnización de 62.000 euros por haber pasado casi dos años en prisión. En 2013, Trifunović solicitó formalmente un nuevo juicio en Croacia. Murió en enero de 2017, antes de que pudiera iniciarse el proceso..

### Libros
- Bjelajac, Mile; Žunec, Ozren (2009). «The War in Croatia, 1991–1995».  En Charles W. Ingrao; Thomas Allan Emmert, eds. Confronting the Yugoslav Controversies: A Scholars' Initiative. West Lafayette, Indiana: Purdue University Press. ISBN 978-1-55753-533-7.
- Central Intelligence Agency, Office of Russian and European Analysis (2002). Balkan Battlegrounds: A Military History of the Yugoslav Conflict, 1990–1995. Washington, D.C.: Central Intelligence Agency. OCLC 50396958.
- Eastern Europe and the Commonwealth of Independent States. London, England: Routledge. 1999. ISBN 978-1-85743-058-5.
- Hoare, Marko Attila (2010). «The War of Yugoslav Succession».  En Ramet, Sabrina P., ed. Central and Southeast European Politics Since 1989. Cambridge, England: Cambridge University Press. pp. 111-136. ISBN 978-1-139-48750-4.
- Mesić, Stjepan (2004). The Demise of Yugoslavia: A Political Memoir. Budapest, Hungary: Central European University Press. ISBN 978-963-9241-81-7 – via Questia.
- Ramet, Sabrina P. (2006). The Three Yugoslavias: State-Building And Legitimation, 1918–2006. Bloomington, Indiana: Indiana University Press. ISBN 978-0-253-34656-8.

### Artículos de revistas científicas
- Hrastović, Ivica (December 2006). «Zauzimanje vojarni JNA u Varaždinu i predaja 32. varaždinskog korpusa JNA» [Capture of the JNA barracks in Varaždin and surrender of the 32nd Varaždin Corps of the JNA]. Polemos: Journal of Interdisciplinary Research on War and Peace (en croata) (Croatian Sociological Association and Jesenski & Turk Publishing House) 9 (18): 119-135. ISSN 1331-5595.
- Karaula, Željko (June 2007). «Osvajanje vojarne JNA "Božidar Adžija" u Bjelovaru 1991. godine» [Capture of "Božidar Adžija" JNA barracks in Bjelovar in 1991]. Journal of Contemporary History (en croata) (Croatian Institute of History) 39 (1): 7-24. ISSN 0590-9597.
- Škvorc, Đuro (February 2010). «Zapadna Slavonija uoči i u Domovinskom ratu do studenoga 1991. godine» [Western Slavonia on the eve of and in the Croatian War of Independence, till November 1991]. Cris: Journal of the Historical Society of Križevci (en croata) (The Historical Society of Križevci) 11 (1): 116-126. ISSN 1332-2567.

### Noticias
- «15. rujna 1991. počeli varaždinski dani rata» [Varaždin Days of War Began on 15 September 1991] (en croata). Radio Varaždin. 15 de septiembre de 2011. Archivado desde el original el 4 de marzo de 2016. Consultado el 18 de marzo de 2021.
- «Akcija koja je promijenila tijek rata u Hrvatskoj» [Operation Which Changed the Course of War in Croatia] (en croata). 26 de septiembre de 2011.
- Engelberg, Stephen (3 de marzo de 1991). «Belgrade Sends Troops to Croatia Town». The New York Times. Archivado desde el original el 2 de octubre de 2013.
- Flego, Miroslav (10 de mayo de 2011). «General Vlado Trifunović će pravdu potražiti i u Hrvatskoj» [General Vlado Trifunović will seek justice in Croatia too]. Večernji list (en croata). Archivado desde el original el 2 de diciembre de 2013.
- Mandić, Sandra (24 de mayo de 2010). «Generale, voljno!» [General! At ease!] (en serbio). B92. Archivado desde el original el 17 de agosto de 2010. Consultado el 18 de marzo de 2021.
- «Roads Sealed as Yugoslav Unrest Mounts». The New York Times. Reuters. 19 de agosto de 1990. Archivado desde el original el 21 de septiembre de 2013.
- Pašalić, Davor (21 de octubre de 2003). «Htjeli su da poginem da dokažu da su Hrvati genocidni» [They wanted me to get killed to prove that Croats are genocidal]. Nacional (en croata). Archivado desde el original el 17 de julio de 2012.
- Radosavljevic, Zoran; Peto, Sandor (14 de noviembre de 2012). «Croatia's deputy PM quits after jail sentence». Reuters. Archivado desde el original el 13 de septiembre de 2014. Consultado el 18 de marzo de 2021.
- Skočibušić, Kristijan (9 de abril de 2013). «General bivše JNA Vladimir Trifunović traži novo suđenje» [Former JNA General Vladimir Trifunović seeks new trial]. Večernji list (en croata). Archivado desde el original el 2 de diciembre de 2013.
- Štimec, Goran (18 de septiembre de 2013). «Ne sviđa mi se izvrtanje povijesnih činjenica» [I Do Not Like Distortions of Historical Facts] (en croata). Varaždinske Vijesti.
- Sudetic, Chuck (2 de abril de 1991). «Rebel Serbs Complicate Rift on Yugoslav Unity». The New York Times. Archivado desde el original el 2 de octubre de 2013.
- «Umro general bivše JNA Vladimir Trifunović» [Former JNA General Vladimir Trifunović Dies]. Radio Television of Serbia (en serbio). 17 de enero de 2017.
- Žabec, Krešimir (28 de mayo de 2011). «Tus, Stipetić, Špegelj i Agotić: Dan prije opsade Vukovara Tuđman je Imri Agotiću rekao: Rata neće biti!» [Tus, Stipetić, Špegelj and Agotić: A day ahead of the siege of Vukovar, Tuđman said to Imra Agotić: There will be no war!]. Jutarnji list (en croata). Archivado desde el original el 21 de abril de 2012.

### Otras fuentes
- «The Prosecutor vs. Milan Martic – Judgement» (PDF). International Criminal Tribunal for the former Yugoslavia. 12 de junio de 2007.

- Esta obra contiene una traducción  derivada de «Siege of Varaždin Barracks» de Wikipedia en inglés, concretamente de esta versión, publicada por sus editores bajo la Licencia de documentación libre de GNU y la Licencia Creative Commons Atribución-CompartirIgual 4.0 Internacional.

- Datos: Q19972099